# Anna Vronsky
Anna Vronsky, née le 7 août 1974 à Pomitchna, est une femme politique ukrainienne. Elle est ministre au sein du gouvernement Iatseniouk II.

## Biographie
Diplômée de l'Université nationale Taras-Chevtchenko de Kiev ainsi que de l'Université Case Western Reserve.